# Стјуарт: Живот унатрашке
Стјуарт: Живот унатрашке (енгл. Stuart: A Life Backwards) британска је телевизијска драма из 2007. снимљена по истоименом роману Александра Мастерса.
Филм приказује Мастерсово пријатељство са проблематичним бескућником Стјуартом Шортером и покушаје да приче о Шортеровој прошлости преточи у биографски роман. У филму наступају Бенедикт Камбербач и Том Харди, коме је улога Стјуарта Шортера доонела номинацију за телевизијску БАФТУ.

## Радња
Повучени писац и илустратор Александар Мастерс (Бенедикт Камбербач) током учешћа у кампањи да се двоје хуманитарних радника ослободе из затвора упознаје хаотичног младог бескућника Стјуарта Шортера (Том Харди).
Александар почиње да открива све више о Стјуартовом компликованом животу и трауматичном детињству и тражи дозволу да напише његову биографију. Стјуарт му дозвољава и предлаже да пише унатрашке како би књига била што узбудљивија. Док се њихово пријатељство развија, Стјуарт се присећа догађаја из прошлости који су га заувек трансформисали, а Александар добија увид у потпуно непознат свет и почиње да схвата како је Стјуартов живот успео да измакне контроли.

## Улоге
| Глумац             | Улога              |
| ------------------ | ------------------ |
| Том Харди          | Стјуарт Шортер     |
| Бенедикт Камбербач | Александар Мастерс |
| Никола Дафет       | Џудит              |
| Клер Луиза-Кордвел | Карен              |
| Една Дори          | бака               |
| Кандис Нергард     | Софи               |
| Џоана Мод          | Рут                |